# Cúp quốc gia Scotland 1884–85
 Cúp quốc gia Scotland 1884-85 là mùa giải thứ 12 của giải đấu bóng đá loại trực tiếp uy tín nhất Scotland. Renton đánh bại Vale of Leven trong trận Chung kết. Sau trận hòa 0-0 đầu tiên, Renton thắng trận đá lại với tỉ số 3-1.

## Đội vô địch
| Cúp quốc gia Scotland 1884–85             |
| Scotland                                  |
| ----------------------------------------- |
| Renton F.C. Đội vô địch (Danh hiệu thứ 1) |